# Ivo Zupan
Ivo Zupan (* 1. August 1956 in Jesenice) ist ein ehemaliger jugoslawischer Skispringer.
Sein erstes internationales Springen bestritt Zupan, der für den SK Triglav Kranj startete bei den Olympischen Winterspielen 1976 in Innsbruck. Auf der Großschanze erreichte er 54. Platz und auf der Normalschanze den 46. Platz.
Am 30. Dezember 1977 in Oberstdorf startete er zum Auftakt der Vierschanzentournee 1977/78. Er beendete das Springen auf dem 71. Platz. Auch in den Folgejahren blieb er bei Springen zur Vierschanzentournee weitestgehend erfolglos. Am 30. Dezember 1979 bestritt er sein erstes Springen im neu geschaffenen Skisprung-Weltcup und wurde in Oberstdorf am Ende 88. Auch die folgenden Springen verliefen erfolglos. Erst am 26. Januar 1980 konnte er beim Springen in Zakopane mit dem 10. Platz erstmals auf die vorderen Plätze springen und damit Weltcup-Punkte gewinnen. Nach der Saison beendete er auf Platz 85. in der Gesamtwertung liegend, seine aktive Karriere.